# Elm St.
Elm St. es el álbum debut del cantante Ryan Cabrera lanzado durante el 2001 con el sello independiente AMP (American Music Productions).

## Lista de canciones
1. Last Winter Intro
2. Spanish Song - 6:06
3. Yesterday's Gone - 3:54
4. In My Life - 5:04
5. My Friend John - 3:35
6. Reasons Intro
7. Reasons - 3:58
8. Lost Again - 5:40
9. I Will - 4:16
10. Last Winter - 6:49